# Fiorenza mia!
Fiorenza mia! è un film del 1915 diretto da Enrico Novelli. E' tratto dall'omonimo dramma in quattro atti del 1911 scritta dallo stesso regista.

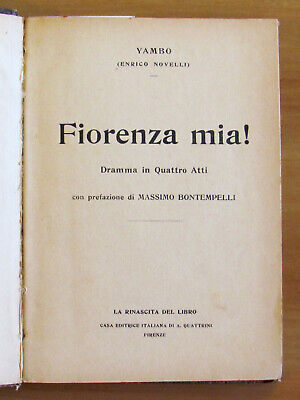
Frontespizio del dramma in quattro atti Fiorenza mia! di Yambo del 1911 da cui è tratto il film